# Fausto Romero-Miura
Fausto Romero-Miura Giménez (Berja. Almería, 11 de noviembre de 1945 - Madrid, 8 de agosto de 2019) fue un abogado, escritor y político español. Tuvo un papel fundamental en la Transición en la provincia de Almería, siendo concejal del Ayuntamiento de Almería, vicepresidente de la Diputación Provincial de Almería y presidente provincial de UCD en Almería.

## Biografía
Ha tenido una dilatada trayectoria como articulista en prensa y también como tertuliano en radio y televisión. Ha sido fotógrafo y director de cine alternativo, especialmente a finales de los años 60, con películas como A-Z e Imágenes de La Chanca, así como también autor de numerosas publicaciones (como Memorias de una tierra dormida y Los indalianos, obra que aborda las conversaciones que Romero-Miura mantuvo con los fundadores del Movimiento Indaliano entre 1973 y 1975) y columnista habitual de La Voz de Almería desde 1987.
También llegó a pregonar las fiestas de Berja y Almería, y fue nombrado Hijo Adoptivo de Macael.
Fausto Romero-Miura falleció el 8 de agosto de 2019, en plena lucha contra un cáncer de pulmón que le fue diagnosticado en septiembre de 2018, situación personal que reveló a través de un artículo escrito para La Voz de Almería el 30 de septiembre de 2018.

### Postura ante el Proceso Autonómico Andaluz
Pese a que Fausto Romero-Miura fue un político permisivo y transigente con la entrada de la provincia de Almería en la autonomía andaluza durante la Construcción del Estado de las Autonomías, con los años el desencanto del que fuera mandatario almeriense con la Junta de Andalucía almeriense durante la Transición fue acrecentándose. En diciembre de 2013, durante una charla-coloquio organizada por la asociación Acción por Almería, Fausto Romero-Miura afirmó que: «Andalucía es una región apenas nacida» que sólo ha sido dotada de órganos políticos y símbolos regionales tras la proclamación del primer Estatuto de Autonomía de la democracia. Añadió que: «el 28 de febrero de 1980, Andalucía no conquistó la autonomía porque los almerienses no lo hicieron posible», y que hasta el Estatuto de Autonomía, Andalucía no tuvo personalidad jurídica, así como que en la actualidad la Comunidad Autónoma «se sigue limitando a la Baja Andalucía, a la Andalucía Bética, la Andalucía Atlántica, la Andalucía de las Marismas».
Tras estas declaraciones, puntualizó que para la provincia de Almería: «el Sureste es su región natural y Andalucía su región administrativa, su nuevo país», que no ha sido capaz de generar ilusión de ser andaluz entre sus ciudadanos. Finalmente argumentó que el momento para plantear una comunidad uniprovincial para Almería puede llegar de la mano del “maremagnum” de la creación de un hipotético estado federal en España.